# John Fane (1751-1824)
John Fane (6 janvier 1751 - 8 février 1824), de Wormsley près de Watlington, Oxfordshire, est un politicien conservateur britannique qui a représenté l'Oxfordshire dans huit parlements successifs. Il est également magistrat et président de l'Oxfordshire Agricultural Society .

## Biographie
Il est le fils de Henry Fane (1703-1777) (un frère cadet de Thomas Fane (8e comte de Westmorland)) et de Charlotte, fille de Richard Luther, de Miles près d'Ongar dans l'Essex .
Il est élu au Parlement pour l'Oxfordshire en 1796, 1802, 1806, 1807, 1812, 1818 et 1820 . Il est créé DCL d'Oxford le 28 juin 1797. Nommé commandant de la milice d'Oxfordshire le 4 juin 1803, mais pas en 1807, et lieutenant-colonel commandant la 2e milice d'Oxfordshire (section locale) le 24 avril 1809 .
Fane est un indépendant conservateur qui soutenait les ministres du gouvernement lorsqu'ils faisaient des choses qu'il percevait comme étant d'intérêt national, mais était opposé aux subventions et aux pensions du gouvernement à ses propres partisans, et il n'a jamais cherché ni obtenu de place ou de pension pour lui-même ou sa famille. Il gère ses domaines avec prudence et ne dépense pas d'argent pour des vices ou des voyages à l'étranger et, sauf lorsqu'il est appelé à Londres par ses fonctions parlementaires, il reste son propre pays parmi ses locataires. Il est droit et inflexiblement impartial dans l'exercice de ses fonctions magistrales aux Assises et aux Sessions .

## Famille
Fane épouse Lady Elizabeth, fille de Thomas Parker (3e comte de Macclesfield), en 1773. Il est décédé en février 1824, à l'âge de 73 ans. Sa femme lui a survécu de cinq ans et est décédée en juin 1829. Son fils aîné, John, hérite de ses domaines ,.
- Elizabeth Sarah
- Charlotte
- Georgiana (décédée le 15 juin 1864), épouse de JW Henley (Le Rt. Rev. Charles de Salis (évêque) (en) est l'un de ses petits-fils).
- Augusta
- John Fane (1775-1850) (9 juillet 1775-4 octobre 1850)
- Le contre-amiral Francis William Fane (en) (1778-1844)